# Chaetocnema yiei
Chaetocnema yiei  (лат.) — вид жуков-листоедов рода Chaetocnema трибы земляные блошки из подсемейства козявок (Galerucinae, Chrysomelidae). Юго-восточная Азия.  

## Распространение
Встречаются в Южной и Юго-восточной Азии (Вьетнам, Индия, Китай).

## Описание
Длина 1,65—1,85 мм, ширина 0,95—1,10 мм. От близких видов (Chaetocnema appendiculata) отличается комбинацией следующих признаков: мелкими размерами, недлинными ногами и усиками, задние голени с небольшой выемкой, надкрылья длинные (сравнительно с переднеспинкой и головой). Переднеспинка и надкрылья коричневые и бронзоватые. Усики, лапки, голени и бёдра желтовато-коричневые и красно-коричневые. Голова гипогнатная (ротовые органы направлены вниз). Лоб плоский (расположен на уровне глаз), покрыт сравнительно короткими белыми щетинками. Надкрылья покрыты несколькими рядами (6—8) многочисленных мелких точек — пунктур. Бока надкрылий немного выпуклые. Второй и третий вентриты слиты. Средние и задние голени с выемкой на наружной стороне перед вершиной. Переднеспинка без базальной бороздки. Вид был впервые описан в 1970 году , а его валидный статус подтверждён в 2019 году в ходе ревизии ориентальной фауны рода Chaetocnema, которую провели энтомологи Александр Константинов (Systematic Entomology Laboratory, USDA, c/o Smithsonian Institution, National Museum of Natural History, Вашингтон, США) и его коллеги из Китая (Ruan Y., Yang X., Zhang M.) и Индии (Prathapan K. D.).